# Lydia Feld
Pour les articles homonymes, voir Feld.
Lydia Feld est une actrice française.

## Filmographie partielle
- 1972 : Les Caïds de Robert Enrico
- 1973 : Elle court, elle court la banlieue film de Gérard Pirès : Cathy
- 1976 : Cours après moi que je t'attrape de Robert Pouret : la caissière
- 1976 : René la Canne de Francis Girod
- 1978 : One, Two, Two : 122, rue de Provence de Christian Gion : Arletty
- 1978 : Le Beaujolais nouveau est arrivé de Jean-Luc Voulfow
- 1986 : Maine Océan de Jacques Rozier : Maître Mimi de Saint-Marc (également coscénariste et dialoguiste)
- 2001 : Fifi Martingale de Jacques Rozier : Fifi Florès (également coscénariste et dialoguiste)